# Super Mario Bros. (filme)
Super Mario Bros. (bra: Super Mario Bros.; palop/prt: Super Mario) é um filme de aventura, comédia, fantasia e ficção científica estadunidense de 1993 dirigido por Rocky Morton e Annabel Jankel. O filme é baseado no vídeo game de mesmo nome lançado em 1985 pela Nintendo e conta a história dos irmãos Mario, que encontram um universo paralelo, onde o Presidente Koopa é um ditador. Juntos, os irmãos têm que resgatar a Princesa Daisy e impedir Rei Koopa de tentar unir as dimensões para que ele possa se tornar um ditador de ambos os mundos.
Apresentando Bob Hoskins como Mario, John Leguizamo como Luigi e Dennis Hopper como o Presidente Koopa (isto é, o Rei Bowser), o filme apresenta uma visão distinta da proposta nos jogos, alterando o enredo e a aparência de vários personagens através de um contexto diferente num tom mais sombrio, embora cômico, semelhante ao filme Os Caça-Fantasmas. Foi o primeiro filme baseado em um personagem de videogame.
Super Mario Bros. foi lançado em 28 de maio de 1993 nos Estados Unidos. Apesar de ter sido um fracasso crítico e financeiro, o filme foi nomeado a dois Saturn Awards (uma para melhor figurino, o outro para melhor maquiagem). Tornou-se também um filme de culto, ganhando um website feito por fãs, uma sequência em quadrinhos também feita pelos fãs e ainda um lançamento em Blu-Ray no Reino Unido.

## Enredo
Há 65 milhões de anos um meteorito caiu na Terra, matando a grande maioria dos dinossauros e dividindo o universo em duas dimensões paralelas. Os dinossauros sobreviventes acabaram cruzando para uma nova dimensão e evoluíram para uma raça humanoide mais inteligente. Milhões de anos depois, em 1973, uma misteriosa mulher deixa um grande ovo, junto com uma brilhante pedra, em um orfanato católico. Enquanto ela tenta fugir pelos encanamentos subterrâneos da cidade, ela é abordada pelo Rei Koopa, que exige a localização da pedra; um desmoronamento repentino ocorre, matando a mulher, embora Koopa escape. No orfanato, o ovo se choca, dando a luz a uma menina.
Vinte anos depois, os encanadores ítalo-americanos Mario e Luigi residem no bairro do Brooklyn, em Nova York. Eles estão prestes a ser derrotados no ramo de encanamentos pela empresa concorrente Scapelli Construction Company, operada por uma máfia e liderada por Anthony Scapelli. Luigi se apaixona pela estudante Daisy da Universidade de Nova Iorque, que está cavando sob a Ponte do Brooklyn em busca de ossos de dinossauros. Depois de um encontro, Daisy leva Luigi de volta à ponte apenas para testemunhar dois dos homens de Scapelli sabotando-a, deixando os canos de água abertos. Mario e Luigi conseguem consertar o vazamento, mas ficam inconscientes após serem golpeados por Iggye e Spike, capangas e primos de Koopa, que sequestram Daisy. Mario e Luigi despertam e os perseguem por um portal interdimensional que os leva a Dinohattan.
Iggy e Spike percebem que não trouxeram a rocha de Daisy, que nada mais é que um fragmento de meteorito que Koopa está tentando obter para fundir seu mundo com o mundo humano. É então revelado que Daisy é a princesa perdida da outra dimensão. Quando Koopa depôs o pai de Daisy como rei e o transformou em fungo, sua mãe, a rainha, a levou para o Brooklyn. O portal foi então selado, mas os homens de Scapelli inadvertidamente reabriram o portal quando explodiram a caverna. Koopa, com isso, passou a enviar Spike e Iggy para encontrar Daisy e a rocha para fundir as dimensões e torná-lo ditador dos dois mundos. No entanto, depois que Koopa os submete a um de seus experimentos para torná-los mais inteligentes, Spike e Iggy percebem as más intenções de Koopa e ficam do lado dos irmãos Mario. Daisy é levada para a Torre Koopa, onde conhece Yoshi. Koopa informa a Daisy que ela descendeu dos dinossauros, acreditando que apenas Daisy pode fundir os mundos por causa de sua herança real. Eventualmente, o irmãos Mario resgatam Daisy com a ajuda de Toad, um guitarrista bem-humorado que foi transformado em um Goomba após ser capturado pelos capangas de Koopa.
Eventualmente, os dois mundos se fundem e Koopa transforma Scapelli em um chimpanzé após utilizar uma arma que "regride" a evolução da espécie de seu alvo antes de ir atrás de Mario, mas Luigi e Daisy conseguem remover o fragmento do meteorito e os mundos se separam novamente. Em Dinohattan, Mario confronta Koopa e eventualmente o derrota quando ele e Luigi disparam suas armas de regressão em Koopa e o detonam com um Bob-omb. Koopa, agora transformado em um feroz tiranossauro semi-humanóide, tenta matar os Mario, mas eles o destroem de uma vez por todas ao regressá-lo a um verdadeiro tiranossauro e, em seguida, a uma sopa primordial. O pai de Daisy é restaurado como rei após a derrota de Koopa. Os cidadãos celebram e imediatamente destroem qualquer coisa que fazia referência ao ditador Koopa como cartazes. Luigi declara seu amor por Daisy e quer que ela vá para o Brooklyn com ele, mas Daisy não pode sair de seu mundo até que o dano causado por Koopa seja reparado, além de querer passar mais tempo com seu pai. Desiludido, Luigi se despede de Daisy com um beijo enquanto ele e Mario voltam para casa, no Brooklyn, com Daisy observando-os partir. Três semanas depois, os irmãos Mario estão se preparando para o jantar quando sua história chega ao noticiário e o âncora diz que eles deveriam ser chamados de "Super Mario Bros". Daisy então chega em sua porta e pede aos irmãos Mario para ajudá-la em uma nova missão.
Em uma cena pós-créditos, dois empresários japoneses propõem fazer um videogame baseado em Iggy e Spike, agora na Terra, que decidem pelo título "The Super Koopa Cousins".

## Elenco
- Bob Hoskins como Mario Mario
- John Leguizamo como Luigi Mario
- Dennis Hopper como o Presidente Koopa
- Samantha Mathis como a Princesa Daisy
- Fisher Stevens como Iggy
- Richard Edson como Spike
- Fiona Shaw como Lena
- Mojo Nixon como Toad
- Dana Kaminski como Daniella
- Francesca Roberts como Big Bertha
- Gianni Russo como Anthony Scapelli
- Don Lake como Sargento Simon
- Lance Henriksen como O Rei
- Frank Welker como Yoshi, Goombas e outras vozes de criaturas
- Dan Castellaneta como Narrador

## Produção

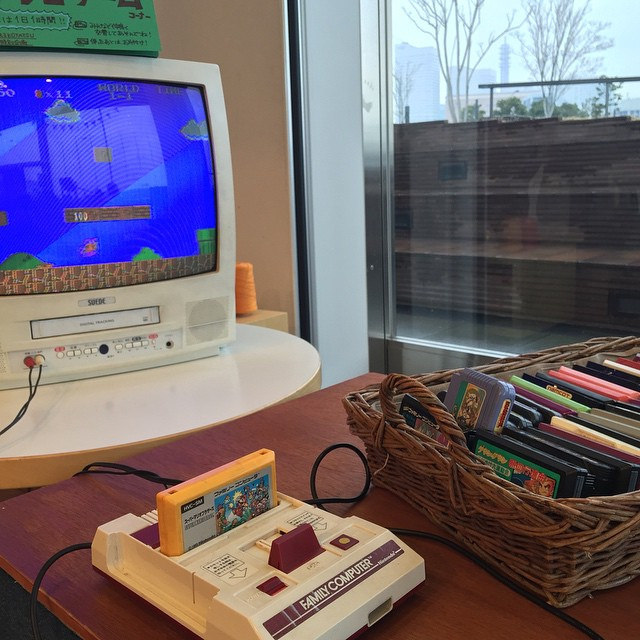
Super Mario Bros Roland Joffé

### Desenvolvimento
A sugestão para um filme baseado em Super Mario Bros. foi apresentada pela primeira vez por Roland Joffé, durante uma reunião de script em sua produtora Lightmotive. Joffé conheceu o presidente da Nintendo of America e genro de Hiroshi Yamauchi, Minoru Arakawa. Ele apresentou a Arakawa uma versão inicial do roteiro. Um mês após a sua reunião, Joffé foi até a sede da Nintendo em Kyoto onde esperou por dez dias para conhecer Hiroshi Yamauchi. Depois de algum tempo, Joffé recebeu um telefonema convocando-o para o escritório de Yamauchi. Ele armou para Yamauchi o enredo que levou a Nintendo a ter o interesse no projeto. Quando Joffé foi questionado sobre a Nintendo ter vendido os direitos para um pequeno estúdio, em vez de uma grande produtora, ele acreditava que a Nintendo teria mais controle sobre o filme. Joffé saiu com um contrato de dois milhões de dólares dando o controle temporário do personagem Mario para Joffé.
Quatro rascunhos do roteiro foram feitos. O primeiro rascunho escrito por Jim Jennewein e Tom S. Parker focava em uma visão cômica sobre temas de contos de fadas em uma história com foco em Mario e Luigi tentando resgatar uma princesa chamada Hildy de Bowser.
Joffé visitou Harold Ramis para oferecer-lhe o trabalho de ser o diretor do filme. Ramis chegou a ir até a reunião dos produtores, já que ele era um fã de Super Mario, mas recusou a oferta. Rocky Morton e Annabel Jankel  foram contratados para dirigir com base em seu trabalho na série de televisão Max Headroom.

### Elenco
Depois de garantir os direitos para o filme, Lightmotive passou a trabalhar para encontrar o elenco para os personagens. Danny DeVito foi abordado para interpretar Mario e dirigir o filme, mas queria ler o roteiro antes de assinar. Arnold Schwarzenegger e Michael Keaton se aproximaram para desempenharem o papel do Presidente Koopa. Todos os três atores decidiram não aceitar as ofertas. Lightmotive conseguiu garantir Tom Hanks para o papel de Mario com alguns executivos de cinema acreditando que Hanks valia mais do que o estúdio poderia pagar. Hanks foi posteriormente demitido e Bob Hoskins foi contratado, já que se acreditava ser um ator mais rentável.
O set da cidade de Dinohattan foi construído em uma fábrica de cimento abandonada, localizada no estado americano da Carolina do Norte. Os sets foram adaptados às construções já existentes no local. As armas Devolution, vistas no fim do filme, são versões pintadas das pistolas de luz do videogame Super Nintendo.

## Trilha sonora
A trilha sonora, lançada pela Capitol Records, contou com duas músicas da Roxette: "Almost Unreal" que foi lançada como single. O videoclipe para "Almost Unreal" foi inspirado no filme, com cenas do filme e um tema de-evolução. "Almost Unreal" foi originalmente escrita para o filme Hocus Pocus, mas nunca foi utilizado e acabou ligado ao filme de Mario. A mudança irritou co-fundador da Roxette Per Gessle.
A trilha sonora do filme foi composta por Alan Silvestri. Ainda não foi lançado oficialmente, embora existem cópias bootleg.
George Clinton (que fez cover da canção da Was (Not Was) - "Walk The Dinosaur")  lançou um single em 1993, que continha várias outras versões da mesma música, incluindo um Club Remix, um "Funky Goomba" Remix, um "Goomba Dub Mix" e uma versão instrumental.

### Lista de faixas
1. "Almost Unreal" - Roxette
2. "Love Is the Drug" - Divinyls (cover de uma música de Roxy Music)
3. "Walk the Dinosaur" - George Clinton & The Goombas (cover de uma música de Was (Not Was))
4. "I Would Stop the World" - Charles and Eddie
5. "I Want You" - Marky Mark and the Funky Bunch
6. "Where Are You Going?" - Extreme
7. "Speed of Light" - Joe Satriani
8. "Breakpoint" - Megadeth
9. "Tie Your Mother Down" - Queen
10. "Cantaloop (Flip Fantasia)" - Us3
11. "Don't Slip Away" - Tracie Spencer
12. "2 Cinnamon Street" - Roxette

## Recepção

### Recepção da crítica
Em maio de 2013, o Rotten Tomatoes relatou que apenas 16% dos críticos deram opiniões positivas para o filme com base em 32 avaliações; o consenso do site: "Apesar dos sets chamativos e efeitos especiais, Super Mario Bros. é muito claro sobre história e substância a ser nada mais do que uma novidade". Gene Siskel do Chicago Tribune e Roger Ebert do Chicago Sun-Times deram ao filme duas notas para baixo no programa de televisão Siskel & Ebert At the Movies, e que o filme estava em sua lista para um dos piores filmes de 1993. Michael Wilmington do Los Angeles Times desaprovou a roteiro do filme. No entanto, Hal Hinson do Washington Post fez uma avaliação positiva, elogiando o filme por seu espírito e mais tarde passou a dizer: "Em suma, é uma explosão". Janet Maslin do The New York Times deu outra avaliação positiva, mas disse que o filme não tem o espírito desenvolto do videogame da Nintendo a partir do qual é preciso a sua inspiração.

### Desempenho comercial
O filme arrecadou US$ 20.915.465 nos Estados Unidos e Canadá, vendendo aproximadamente cinco milhões de ingressos só nos Estados Unidos. Na Ásia, o filme arrecadou trezentos milhões de iênes (equivalente a US$ 2,7 milhões) de aluguel de distribuição no Japão, e vendeu 106.083 ingressos em Seul, na Coreia do Sul. Na Europa, o filme arrecadou um pouco mais de dois milhões e oitocentas mil libras esterlinas (cerca de US$ 4,2 milhões) no Reino Unido, vendeu 391.800 ingressos na França e 290.098 ingressos na Alemanha. No total, Super Mario Bros. arrecadou US$ 17.997.000 internacionalmente somando um total mundial de US$ 38.912.465, tornando-se um fracasso comercial (contra um orçamento estimado ente 42 e 48 milhões de dólares).

## Legado
Na edição retrospectiva de 20º aniversário da Nintendo Power, na qual ela faz uma crônica dos jogos e dos outros lançamentos relacionados no período de existência da revista, o lançamento do filme foi listado. A publicação esclareceu que, apesar da baixa qualidade do filme, o fato de que ele foi feito mostra o quanto a série de jogos teve impacto na cultura popular.
Bob Hoskins falou criticamente de Super Mario Bros., dizendo que era "a pior coisa que eu já fiz" e que "toda a experiência foi um pesadelo" em uma entrevista de 2007 com The Guardian. Em outra entrevista com o The Guardian, Hoskins respondeu Super Mario Bros. para três das perguntas que ele foi perguntado: "O que é o pior trabalho que você fez", "Qual foi sua maior decepção" e "Se você pudesse editar o seu passado, o que você mudaria?"
John Leguizamo também admitiu, em 2007, que ele também não gostava de seu papel como Luigi no filme, e manifestou a sua insatisfação com a direção do filme. Ele disse em sua biografia que talvez a razão por que o filme acabou do jeito que aconteceu foi que o estúdio queria um filme mais amigável e família enquanto os diretores queriam que fosse mais adulto. Ele também disse que ele e Bob Hoskins não gostavam de trabalhar no filme, freqüentemente ficando bêbado para passar por isso, sabendo que ele iria acabar mal. Apesar disso, Leguizamo, desde então, afirmou que ele desenvolveu um pouco mais perspectiva positiva do filme.
Dennis Hopper foi também outro a desacreditar da produção: "Foi um pesadelo, muito honestamente. Era um casal de diretores, marido e mulher, que ambos eram loucos por liderança e que raramente paravam para discutir alguns pontos do projeto. De qualquer forma, eu me comprometi em ir ao estúdio filmar por cinco semanas. Foi muito acima do orçamento, fazendo o filme ficar superestimado nos bastidores".
Shigeru Miyamoto, criador de Mario, declarou: "No final, foi um projeto muito divertido que eles colocaram um grande esforço", mas também disse: "A única coisa que eu ainda tenho alguns arrependimentos sobre é que o filme poderia ter tentado chegar um pouco perto próximo do que eram os universos originais do [jogo] Mario Bros. E nesse sentido, tornou-se um filme que era sobre um videogame, ao invés de ser um filme divertido em si mesmo". A Nintendo desde, então, não quis produzir mais filmes em live-action para cinema baseado em suas franquias de vídeogame; um filme baseado na série Metroid chegou a ser posto em desenvolvimento, mas os planos eventualmente não deram certo. O presidente da Nintendo, Reggie Fills-Aime, disse ao jornal Los Angeles Times que há vários estúdios de cinema de Hollywood interessados em adaptar a série de videogames mais uma vez aos cinemas. Mas Fils-Aime é super protetor com suas franquias: "Procuram-nos o tempo todo, ao que respondemos obrigado pelo interesse. "Com algumas pessoas até conversamos um pouco mais a fundo, mas no final somos tão apaixonados pelos nossos produtos que cada vez fica mais difícil transportá-los para outras mídias. São nossos filhos", disse ele.
O filme teve um grande lançamento em maio de 1993, mas sua recepção foi negativa, seja pelos fãs dos jogos não estarem preparados para uma mudança temática tão drástica, ou, ou pelos críticos que declararam que o filme não era equilibrado em relação ao humor, e o fato do filme ser mais curto (1 hora e 44 minutos) do que originalmente era (2 horas e 10 minutos) machucou muito sua recepção. 1 semana após sua estreia, Jurassic Park foi lançado, esmagando completamente qualquer chance de que o filme tinha na bilheteria. Desde então, o filme tem reunido uma pequena legião de fãs.
Um elenco da Rifftrax, composta por Michael J. Nelson, Bill Corbett e Kevin Murphy, as ex-estrelas de Mystery Science Theater 3000 acrescentou: Super Mario Bros. ao seu léxico de títulos Vídeo-On-Demand em seu site Rifftrax.com em 21 de março de 2014.